# Theo de Groot (voetballer)
Theo Johannes de Groot (Amsterdam, 26 september 1932 – 3 december 2012) was een Nederlands voetballer.

## Biografie
Theo de Groot was de zoon van Pieter de Groot en IJgje Benard. Hij trouwde op 20 mei 1961 met Yolanda Mora Garcia.
Hij speelde van 1950 tot 1953 bij AFC Ajax als middenvoor. Van zijn debuut in het kampioenschap op 22 oktober 1950
tegen NEC tot zijn laatste wedstrijd op 13 december 1953 tegen Zwolsche Boys speelde de Groot in totaal 30 wedstrijden en scoorde 21 doelpunten in het eerste elftal van Ajax.
Later speelde hij nog voor Be Quick, ZFC en Helmondia '55.
Van 1996 tot 2011 was hij voorzitter van Lucky Ajax. Zijn zoon is journalist Jaap de Groot.

## Statistieken
| Club  | Seizoen | Competitie | Competitie | Beker | Beker | Totaal | Totaal |
| Club  | Seizoen | Wed.       | Dlp.       | Wed.  | Dlp.  | Wed.   | Dlp.   |
| ----- | ------- | ---------- | ---------- | ----- | ----- | ------ | ------ |
| Ajax  | 1950/51 | 4          | 1          | -     | -     | 4      | 1      |
| Ajax  | 1951/52 | 16         | 14         | -     | -     | 16     | 14     |
| Ajax  | 1952/53 | 4          | 2          | -     | -     | 4      | 2      |
| Ajax  | 1953/54 | 6          | 4          | -     | -     | 6      | 4      |
| Total | Total   | 30         | 21         | -     | -     | 30     | 21     |